# Lennart Hultin
Karl Lennart Hultin, född 23 mars 1927 i Indals socken, Västernorrlands län, död 31 december 1987 i Vadstena, Östergötlands län, var en svensk organist och tonsättare. Studerade vid Kungliga Musikhögskolan i Stockholm
Hultin föddes i Stige under Indals socken i Västernorrlands län. Hans far var arbetaren Albert Leonard Hultin(1895-1963) och hans moder Selma Fredrika Melander(1886-1957). Familjen flyttar 1936 till Timrå socken.
Hultin gifter sig 12 augusti 1950 med Ingrid Kristina Hultin(1923-2011), född Ålin, de får tillsammans barnen Ulla Kristina(1950-), Stig Lennart(1953-) och Anna-Karin (1955-).

## Verklista

### Sång
- Psalmodikon
  - Kommen och sen i Davids stad
  - Marias väntan
  - Han på korset, Han allena
  - Kyrie eleison
  - O Helge Ande
  - Se, livet vill blomma
  - Kärlekens lov
  - Jag kan icke räkna dem alla
  - Himmelske fader
  - Morgonens rodnad
  - Psalmodikon
  - Den dag du gav oss
  - Nu sjunker bullret
  - Så kort var den fröjd

- Vid evighetens port 
  - Blott en dag
  - I Himmelen
  - Men när tempelsången stiger
  - Men såsom en fågel
  - Mitt blivande hem
  - Nu vilar ett hjärta
  - När allt omkring mig vilar
  - När morgonrodnad bryter fram
  - Så tag nu mina händer
  - Tänk när än en gång
  - Uti din nåd, o Fader
  - Var är den vän

### Orgel
- Den Signade Dag

- Tre Folkliga Koraler (1975)

- Fyra Folkliga Koraler (utgiven 1979)
  - 1. Himmelriket liknas vid tio jungfrur (1979)
  - 2. Den signade dag (1979)
  - 3. Så går en dag än från vår tid (1978)
  - 4. Må vi olja i våra lampor hava (1975)

### Kör
- Vid evighetens port